# Brinson
Brinson város az USA Georgia államában, Decatur megyében. Lakosainak száma 217 fő (2020. április 1.).

## Népesség
A település népességének változása:

| 2010 | 215 |
| 2020 | 217 |